# Empoasca juniperina
Empoasca juniperina är en insektsart som beskrevs av Rauno E. Linnavuori 1965. Empoasca juniperina ingår i släktet Empoasca och familjen dvärgstritar.
Artens utbredningsområde är Libya. Inga underarter finns listade i Catalogue of Life.